# Catherine Major
Pour les articles homonymes, voir Major (homonymie).
Catherine Major, née le 18 février 1980, est une auteur-compositrice-interprète québécoise qui fait également carrière en France.

## Biographie
Elle étudie le piano dès l'âge de 4 ans. Elle fait l'ouverture des spectacles de Richard Desjardins lors de la tournée Kanasuta en 2004-2005. 
En mars 2008, elle reçoit le prix Jutra  de la Meilleure musique pour la trame sonore du film Le Ring.
En 2024, elle annonce un premier album instrumental. 

## Discographie
- 2004 : Par-dessus bord
- 2008 : Rose sang
- 2011 : Le désert des solitudes[3]
- 2015 : La maison du monde
- 2020 : Carte Mère[4]
- 2024 : La mémoire du corps